# Wiko
Wiko je francouzský výrobce mobilních telefonů. Firma byla založena v roce 2011 podnikatelem Laurentem Dahanem. Společnost je z větší části vlastněna čínským výrobcem Tinno Mobile, tedy veškerá výroba probíhá přímo v Číně. Již dva roky po svém vzniku mělo Wiko na francouzském trhu sedmiprocentní podíl. Svoje působení rozšířila i na další trhy, konkrétně do Švýcarska, Británie, Belgie a Řecka.